# Brachionidium quatuor
Brachionidium quatuor är en orkidéart som beskrevs av Becerra. Brachionidium quatuor ingår i släktet Brachionidium och familjen orkidéer. Inga underarter finns listade i Catalogue of Life.